# Sorberacea
Sorberacea is een klasse binnen de onderstam Tunicata (manteldieren).

## Orde
- Aspiraculata